# Savickas
Savickas ist ein litauischer männlicher Familienname, abgeleitet von savas (dt. 'selbst', 'eigen').

## Weibliche Formen
- Savickaitė (ledig)
- Savickienė (verheiratet)

## Personen
- Augustinas Savickas (1919–2012), Maler, Kunstkritiker, Hochschullehrer und Autor
- Eimundas Savickas (* 1957), Politiker, Mitglied des Seimas
- Lukas Savickas (* 1990), Politiker, Mitglied des Seimas
- Žydrūnas Savickas  (*  1975), Strongman